# Stelltransformator

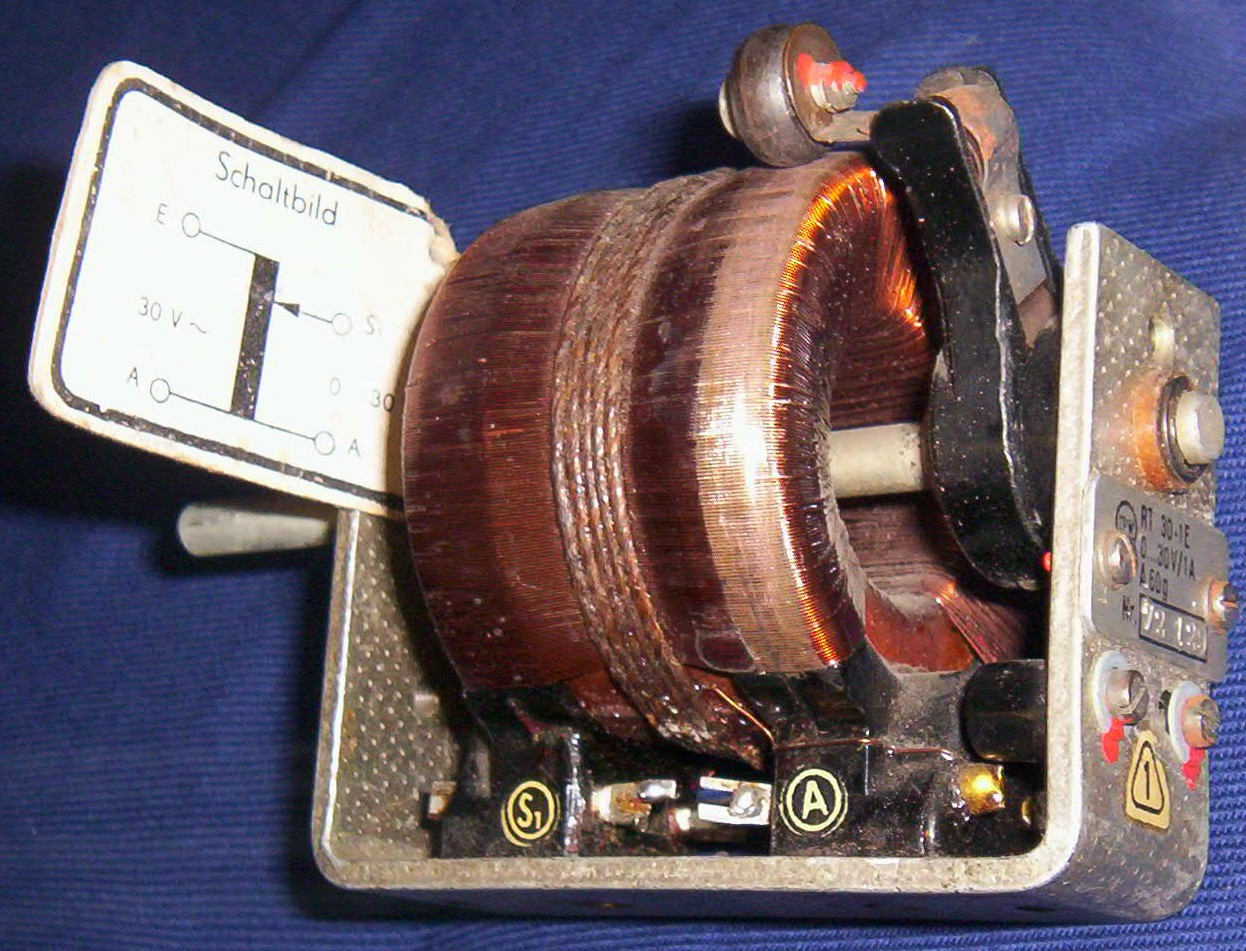
Kleiner Stelltransformator 0 – 30 V / 1 A, Durchmesser ca. 55 mm

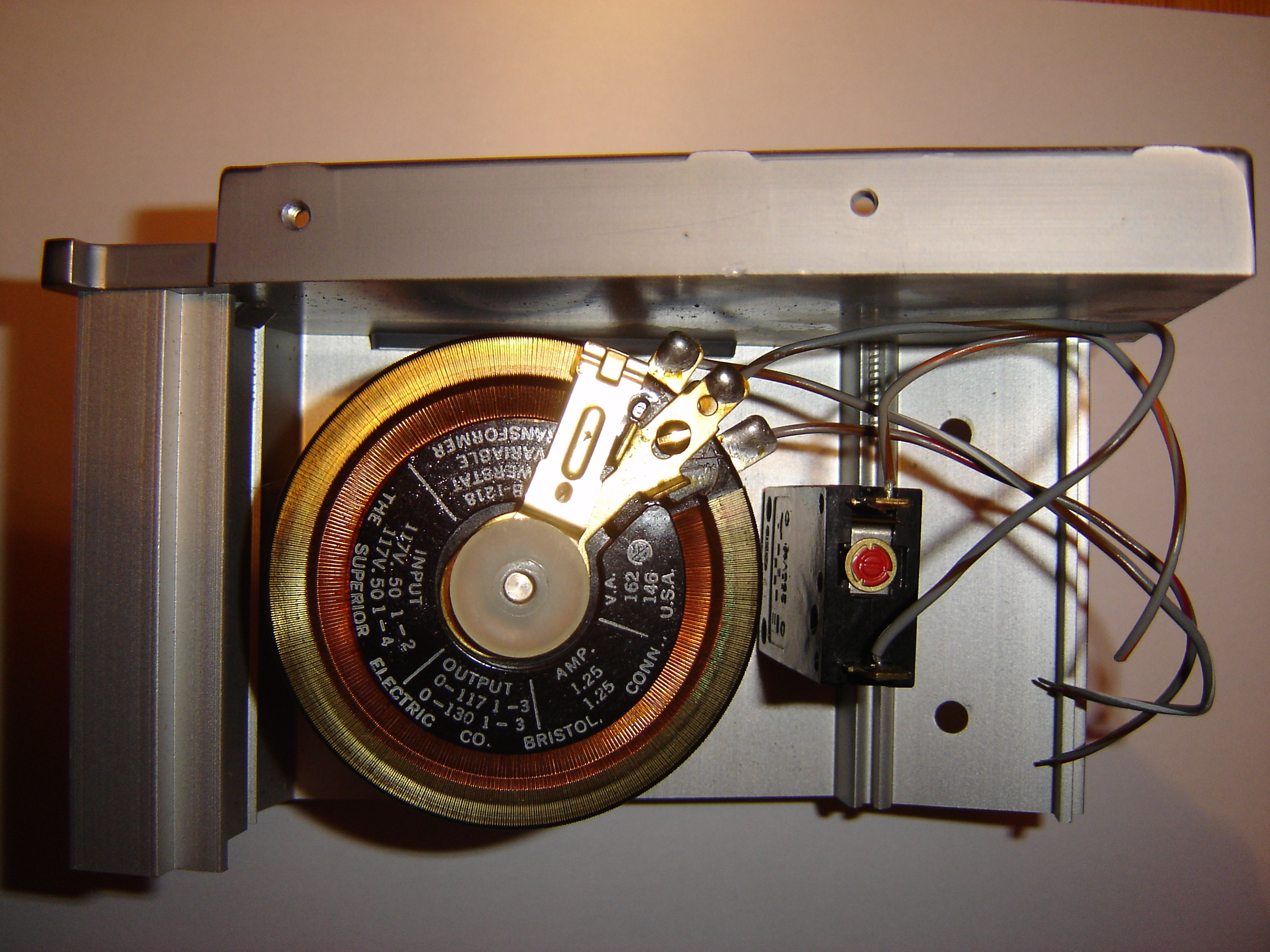
Stelltransformator 0 – 130 V / 1,25 A

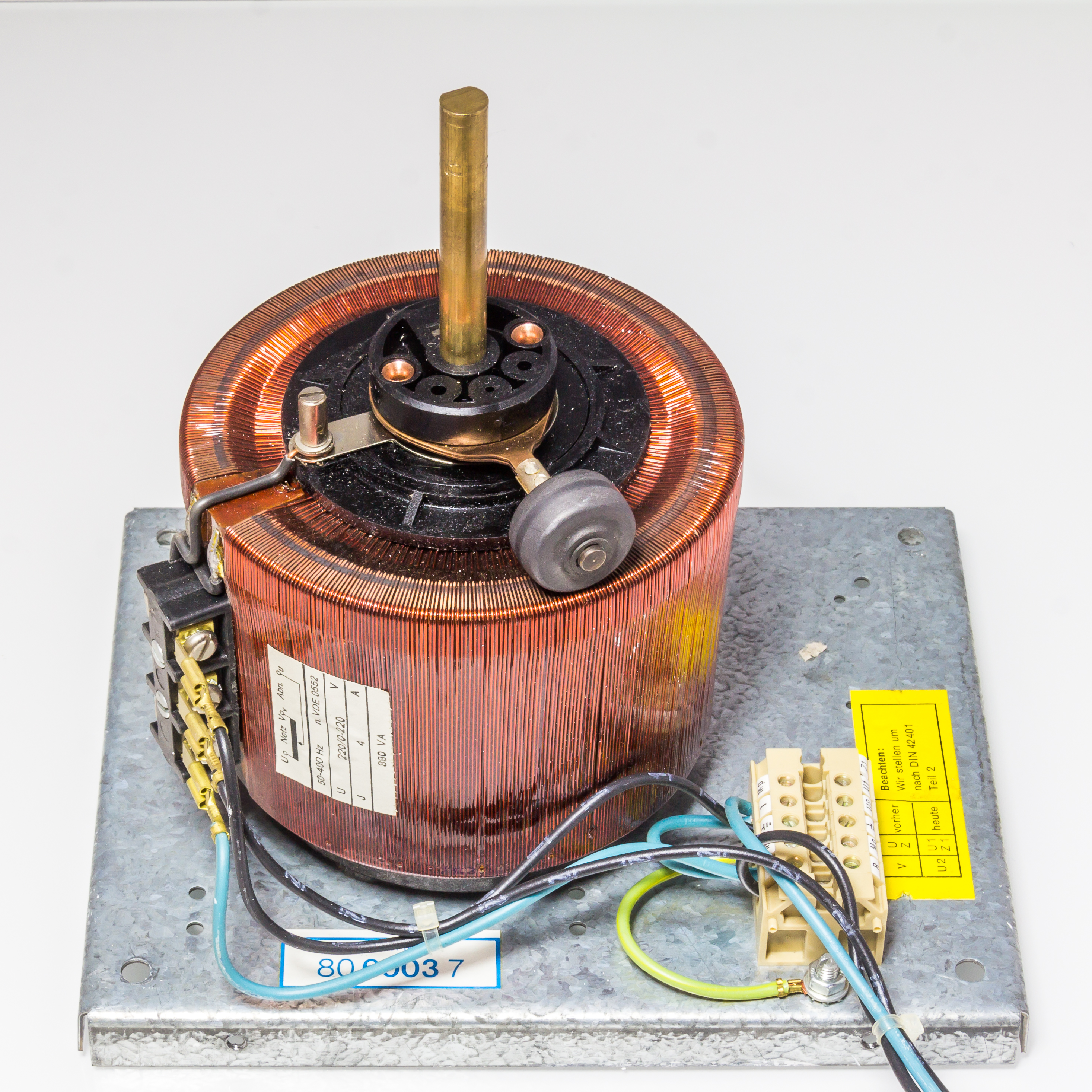
Stelltransformator 0 – 220 V / 4 A, Durchmesser ca. 105 mm

Stelltransformatoren sind Transformatoren, deren ausgangsseitige Wechselspannung in bestimmten Bereichen verstellbar ist. Das wird bei Leistungen bis zu einigen Kilowatt durch einen Schleifer (Graphitstift oder -rolle) erreicht, der auf den zu diesem Zweck freigelegten Windungen läuft (per Hand oder motorisiert) und auf diese Weise eine veränderliche Windungszahl bzw. Anzapfung herstellt. Bei größeren Leistungen kommen zur Umschaltung spezielle Stufenschalter zu Anwendung.
Stelltransformatoren für Dreiphasenwechselstrom werden als Drehtransformator bezeichnet und bestehen aus einer doppelt gespeisten Asynchronmaschine, bei der der Rotor in einem bestimmten Winkel festgehalten wird. Der Winkel bestimmt das Übersetzungsverhältnis.

## Aufbau und Funktion
Der Spannungsabgriff an den freigelegten Windungen der Wicklung erfolgt mit einer Graphitrolle oder einem Graphit-Schleifkontakt. Die Windungsspannung muss ausreichend niedrig sein, um die Verluste beim unvermeidlichen Überbrücken von zwei Windungen (Windungsschluss) durch den Schleifer zu begrenzen. Die Kerne von Stelltransformatoren sind daher oft überdimensioniert, was auch zu einem geringeren Einschaltstromstoß führt.
Stelltransformatoren sind meist als Spartransformatoren ausgeführt – bei diesen besteht keine galvanische Trennung zwischen Ein- und Ausgangsspannung (Sparstelltransformator).
Stelltransformatoren werden von kleinen Spannungen bis in Hochspannungsnetzen und zur Höchstspannungstransformation, z. B. von 220 kV auf 380 kV, eingesetzt, um die Netzspannung nachzustellen oder eine gewünschte Ausgangsspannung einzustellen.
Früher verwendete man kleine Sparstelltransformatoren zur manuellen Anpassung der oft stark schwankenden Netzspannung an die schwankungsempfindlichen Röhrengeräte. Bei diesen ist der Schleifer netzseitig angeschlossen und die Ausgangsspannung wird an einer festen Anzapfung der Wicklung entnommen. Die Verstellung erfolgte teilweise auch mit größeren Stufen mittels Stufenschalter an herausgeführten Anzapfungen; hierbei waren zur unterbrechungsfreien Umschaltung und zur Vermeidung eines Kurzschlusses Widerstände erforderlich.
In Elektrolokomotiven verwendete man vor Einführung von Leistungshalbleitern eine Kombination aus einem großen Stelltransformator (Haupttransformator) mit großen Spannungsstufen und einem kleineren mit feiner Stufung („Klettertrafo“). Der kleinere dient hierbei der stufenlosen Überbrückung der Stufen des großen Trafos. Damit ist ein sanftes Anfahren gegeben.
In älteren analogen Modelleisenbahnen sorgen Stelltransformatoren für die Spannungsversorgung der Lokomotiven und deren Geschwindigkeitseinstellung.
In Netzreglern größerer Leistung werden motorbetriebene Stelltransformatoren eingesetzt, mit denen verzerrungsfrei Netzspannungsschwankungen ausgeglichen werden können. Oft wird dabei die zwischen Schleifer und einer Mittelanzapfung entnommene Ausgangsspannung des Stelltransformators auf einen weiteren Transformator gegeben: Dieser transformiert auf Kosten des Regelbereiches den Strom herauf und liegt sekundärseitig in Reihe zum geregelten Ausgang.
Für Laborzwecke sind Stelltransformatoren mit sicherer Netztrennung üblich – sogenannte Trennstelltransformatoren. So bezeichnete Geräte enthalten entweder zwei Transformatoren (einen Trenntrafo und einen Spar-Stelltrafo) oder es wird ein Stelltransformator mit sicher getrennter Primärwicklung eingesetzt.